# 超機人 龍虎王伝奇
『超機人 龍虎王伝奇』（ちょうきじん りゅうこおうでんき）は、原作・寺田貴信、作画・富士原昌幸によるロボット漫画作品である。

## 概要
バンダイナムコゲームスから発売されたコンピュータゲーム『スーパーロボット大戦α』シリーズ（以下、αシリーズ）や『スーパーロボット大戦ORIGINAL GENERATION』シリーズ（以下、OGシリーズ）に登場するスーパーロボット・超機人「龍虎王/虎龍王」の過去を描いたスピンオフ作品。
2003年に発売されたαシリーズの第3作『第2次スーパーロボット大戦α』のサイドストーリーとして、双葉社の雑誌「スーパーロボットマガジン」に連載された。日清戦争前後の明治時代の時期を描いた第1部および、第二次世界大戦終戦前後を舞台とした第2部が第2話まで掲載されたが、その後雑誌が休刊したため未完となった。後にアスキー・メディアワークスから2009年に発刊されたOGシリーズのムック「電撃スパロボ! Vol.10」に外伝が掲載され、こちらはOGシリーズの設定で描かれている。
電撃ホビーマガジンの増刊誌『電撃スパロボ魂!』2013年冬号（創刊号）より第2部第3話からの連載が再開され、2017年に新作描きおろし156ページを加えて完結編のコミックスが販売されている。

## 登場人物

### 第1部の人物
稲郷隆馬（とうごう りゅうま）
大日本帝国陸軍情報部の大尉。後に魁龍の艦長になる。
超機人発掘をしている者の調査の為に清国に来た。そこで囚われていた文麗と出会い、目覚めた龍王機/龍虎王の操縦者となる。示現流の達人で、その腕前は生身で小機人を斬り捨てる程。真・龍王機との戦いで龍虎王と共に行方不明になっていたが、数十年後魁龍の艦長（スーパーロボットマガジン連載時のみ劉 無刀斎と名乗る）として現れる。文麗との間に子がおり、その子の娘が飛麗。また、『OG』に登場するリシュウ・トウゴウは彼の子孫であり、リシュウの弟子の1人であるブルックリン・ラックフィールドが後の虎王機の操縦者となる。
『第2次α』では龍虎王の中に残存していた念がクスハとブリットに語りかける場面がある。
文麗（ウェンリー）
蚩尤塚を守る一族の末裔。
超機人が眠る蚩尤塚を守っていたが、グリムズ男爵達に捕まり尋問されていた所を隆馬に助けられる。目覚めた虎王機/虎龍王の操縦者となる。文麗の一族は念動力者だったが代を重ねる事に血が薄れた為、念者としての力は僅かしか残っていない。隆馬との間に子がおり、その子の娘が飛麗。
『第2次α』では龍虎王の中に残存していた念がクスハとブリットに語りかける場面がある。
V・B
囚われた隆馬の前に現れた本名不明の謎の女性。
ドイツの人間でバラルの調査をしている。チャクラム使いで孫光龍とは顔見知りで浅からぬ因縁がある。孫光龍との対決のさいにデヴォラに致命傷を負わされ死んでしまうが、孫光龍に遺体を回収される。第二部第二話ラストに培養液の詰まったカプセルの中で眠る彼女が登場する。また、この時は第一部ラストで受けた傷が跡が残ってはいる物の塞がっている。『第2次OG』では孫の口から彼女がブランシュタイン家の人間であることが明かされた。つまりライやエルザムの先祖ということである。
ジェイベズ・グリムズ
男爵の爵位を持つ大英帝国の軍人。グリムズ社を率いる戦争商人という顔も持ち指揮下にある軍の一部を私兵化している。バラルとの取り引きとして超機人の発掘の為に清国にやって来た。
発掘した雀王機を特殊阿片で制御しパイロットとして乗り込み、雀武王に合体するまで力を引き出すが龍虎王に敗れ去り死亡した。
オットー
ジェイベズの秘書。発掘した武王機を特殊阿片で制御しパイロットになるが、龍虎王と雀武王の戦いの最中に武王機に生気を全て吸い取られ死亡した。
レジング少佐
グリムズの部下。雀王機と武王機の発掘に関わっていたが制御が外れて目覚めた2体の暴走に巻き込まれて死亡する。
孫光龍（そんがんろん）
バラルのリーダー。
戦争屋の間で暗躍している謎の人物で金髪の優男。V・Bとは顔見知りで、彼にとって彼女は龍王機以上に大切な者。孫光龍とは偽名で本当の名はアクラヴだが、本人曰くそう呼んでいいのは彼の主とV・Bのみ。第一部ラストで致命傷を負ったV・Bの最後の一撃で顔面を割られるが、二部では傷痕を残しつつも健在であった。『第3次α』、『第2次OG』にも登場。偽名の中にサトー・スズキもあるようで『超機人 龍虎王伝奇』時代のイギリス向けに使っていた模様。
デヴォラ
バラルの一員で妖艶な美女。
念動力者で多数の妖機人を配下にしている。孫光龍の事を心底慕っており愛している。V・Bに致命傷を負わせ、それに怒った光龍に殺されてしまう。
偃師（えんし）
バラルの一員で異形・矮躯の老人。
妖機人を操る。念者ではないので妖機人を操るには術を使う。龍虎王との戦いで死亡する。

### 第2部の人物
飛麗（フェイリー）
隆馬と文麗の孫で、蚩尤塚を守る一族の末裔。
バラルによって一族を滅ぼされ一人生き残った。裏の格闘場で選手をしていたが格闘場にバラルが現れ、そこでエドワードと出会いオーダーの一員になり轟龍のパイロットになる。形見の隆馬の刀を持っており、その構えは隆馬と似ている。
エドワード・グリムズ
オーダーの一員で、ジェイベズ・グリムズの孫。
紳士的な青年でオーダーの仲間達からはバロン（男爵）と呼ばれている。雷虎のパイロット。涼夜から慕われている。キレると人格が変わる。なお、アーチボルド曰くグリムズ家は超機人と関わったために没落してしまったという。
稲郷涼夜（とうごう すずや）
オーダーの一員で、稲郷家現当主である隆馬の弟の娘。光雀のパイロット。飛麗とは血縁関係で小母にあたる。
示現流の使い手で、飛麗の加入前は轟龍のパイロットを担当していた。エドワードを慕っている。
光徳美曜（こうとく みよ）
オーダーの一員で重要人物。年齢は10歳。
魁龍の艦内で、敵の探知やそのナビゲート、龍虎王や妖機炉の管理にお札の作成などしている。
クラウス・ブランシュタイン
オーダーの一員で魁龍の副長。
陽気で明るく自分好き。名門軍人一族の出身。初対面の飛麗に抱きつくなど御茶目な部分もあるが、戦闘になると真面目に指揮をとる。エルザムやライの先祖。
クアン
オーダーの一員。
口が悪く性格も悪いデコ。嵐武のパイロット。

### 外伝の人物
稲郷兵馬（とうごう ひょうま）
飛麗の曾孫で、彼女から剣術の手ほどきを受けていた。東京大地震で友人を目の前で失って以来、気弱な性格となってしまう。アリッサ共々バラルに誘拐され、蚩尤塚に眠る超機人の生贄にされかける。
アリッサ・グリムズ
エドワードの曾孫。東京大地震で両腕と母親を失い、更に父親によってサイボーグ手術の人体実験にかけられる。兵馬と共に蚩尤塚の生贄にされかける。
地機仙 禁牙
バラルの残党である怪人。兵馬とアリッサを生け贄にして蚩尤塚に眠る龍虎王/虎龍王を目覚めさせてその力を使って世界を支配しようと企む。

## 登場兵器

### 超機人
四神
- 龍王機
- 虎王機
- 雀王機
- 武王機

- 龍虎王/虎龍王
- 雀武王/武雀王
  - 四神招魂 龍虎王

- 魁龍虎王

四霊
- 龍王機（応龍皇）
- 霊亀皇

四罪
- 共工王
- 鯀王

### 鋼機人（ヒューマシン）
オーダーが開発した対バラル用の機動兵器。これらは妖機人のコアを動力源として流用しており、一定時間が過ぎると妖機人化してしまう恐れがある。
轟龍
龍虎王の姿に似せられて作られた人型兵器。遠距離戦用で、「気動砲」と呼ばれる装備を持つが、未完成である模様。背部に長剣をマウントしており、近接戦闘もこなせるバランスの良い機体。
雷虎
虎龍王の姿に似せられて作られた人型兵器。妖機人から機珠を奪取するのが主目的なため格闘戦に特化している。
光雀
鳥を模した戦闘機型兵器。本編ではシルエットのみ登場だったため姿が分からなかったが、復刊版の『龍虎王伝奇 上巻』で新規の収録されたラフスケッチ集でその姿が公開された。機関砲や80mm気弾砲を武装として持つ。可変機構を持ち、戦闘機形態から人型に変形することが可能である。
嵐武
足を伸ばした陸亀の姿をした砲戦仕様の戦車型兵器。足にあたる部分が可動式のキャタピラブロックになっている。水中戦ができない。後の戦闘で限界稼働時間ギリギリまで戦闘を継続したことで妖機人化しかけ、その名残として足の部分が変化したまま残り歩行可能になった。

### 妖機人
太古の時代、ガンエデンの下に集まるのを拒み百邪に降った四凶や四罪の超機人とその下にいた超機人軍のなれの果てといわれているもの。基本的には中国の古書『山海経』に登場する動物がモチーフになっている。
巫支祁（フシキ）
稲郷隆馬と文麗が初めて戦った妖機人で体中に鉄球が埋め込まれ、両目がカメラのようなレンズ、口の周りにタラコ唇に見えるマスクをしたロン毛のゴリラの様な姿をしている。
陸魚（リクギョ）
万里の長城で龍虎王と闘った偃師が操る7体の妖機人の1体。尾びれを上に立たせた魚に手足を付けた姿をしている。モチーフは『山海経』の第十二巻 海内北経に載っている人面で手足が生えている魚、陵魚から。
文文（ブンブン）
万里の長城で龍虎王と闘った偃師が操る7体の妖機人の1体。カマキリの上半身と鎌、ハチの下半身と羽を合成した様な姿の昆虫。モチーフは『山海経』の第五巻 中山経で放皋の山に住むとされている、分かれた尾と反りかえった舌を持ち、よく叫ぶされる同名の蜂から。
従従（ジュウジュウ）
万里の長城で龍虎王と闘った偃師が操る7体の妖機人の1体。前3本、後ろ3本の計6本足の狼。モチーフは『山海経』の第四巻 東山経でジュン状の山に住むとされている、六本足の同名の犬から。
豪デイ
万里の長城で龍虎王と闘った偃師が操る7体の妖機人の1体。猪にハリネズミを足したような姿をしている。モチーフは『山海経』の第二巻 西山経で竹山に住むとされている豚に似た同名のヤマアラシから。
シュ
万里の長城で龍虎王と闘った偃師が操る7体の妖機人の1体。ワシ型で尾羽がなく代わりに大砲が生え、足が人間の手になりクチバシの中に逆さまの人の顔がある。モチーフは『山海経』の第一巻 南山経でク山に住むとされている同名の鳥から。
ジョウヨウ
万里の長城で龍虎王と闘った偃師が操る7体の妖機人の1体。体に沿って宝玉が並べられ埋め込まれトビウオのようなヒレが生えた蛇。モチーフは『山海経』の第四巻 東山経で独山の近く、ベンの川に住むとされている、魚のヒレが生えている同名の黄蛇から
ゼン遺
万里の長城で龍虎王と闘った偃師が操る7体の妖機人の1体。モチーフは『山海経』の第二巻 西山経で英テイの山の近く、陵羊の沢に住むとされている魚の体に六本の足、蛇の首に馬の耳のような目をしたゼン遺魚から。
鮫人
飛麗を迎えるため停泊していた魁龍を襲った水中用妖機人。名前通りの鮫人間の姿をしており下あごの裏に人の顔がある。

### 小機人
バラルが人間をベースに作った人間サイズの生体兵器。
刑天
首から上が無く代わりに胸に目、腹に口があり左手に斧、右手には盾を持った人間の姿をしている小機人。モチーフは『山海経』の第七巻 海外西経で常羊の山で帝と神争いをし、その際に首を切られたために胸を目、ヘソを口に変えたとされる人物から。
第一部に登場したものは偃師によって素材となった人の意志が中途半端に残され助けを求めながら襲ってくるという悪趣味な仕様になっている。

### その他
魁龍
バラルを対抗する人類のあらゆる技術の投入して造られたオーダーの母艦である大型潜水航空戦艦。
巨蛾の超機人
烏賊蛸王
共に双葉社の超機人。『龍虎王伝奇 下巻』の巻末ラフスケッチ集で休刊がなければ第二部に登場を考えていたとして名前のみ挙がっている。

## 用語
百邪
太古の地球で跳梁跋扈していた妖怪や魔神達の総称。OGシリーズにおいてはアインストもこれに含まれる。
機人大戦
超機人がバラル側と百邪側に分かれてしまったことが原因で起こった超機人同士による太古の戦いのこと。
オーダー
第2部に登場するバラルに対抗するために世界各国が協力して作った組織。魁龍や鋼機人といった技術の粋を集めた兵器を所有している。

## 単行本
全2巻。初版は2003年11月28日双葉社より発売。アクションコミックスレーベル。
- 超機人 龍虎王伝奇（上） ISBN 978-4575938654
- 超機人 龍虎王伝奇（下） ISBN 978-4575938661

復刊版は同様に全2巻で、2011年2月26日アスキー・メディアワークスより発売。電撃コミックスレーベル。加筆修正され外伝も収録されている。
- スーパーロボット大戦OGサーガ 龍虎王伝奇（上） ISBN 978-4048703895
- スーパーロボット大戦OGサーガ 龍虎王伝奇（下） ISBN 978-4048703901

2017年3月10日に上記の上下巻の直接の続編である『完結編』が電撃コミックスNEXTレーベルより発売された。
- スーパーロボット大戦OGサーガ 龍虎王伝奇 完結編 ISBN 978-4048926980